# 三重鉄道シハ81形気動車
三重鉄道シハ81形気動車（みえてつどうシハ81がたきどうしゃ）は、三重鉄道（現在の近鉄内部・八王子線の前身）が1941年11月に自社工場で既存の客車を改造して導入した、40人乗り気動車（代燃動車）である。

## 概要
既存の2軸ボギー式木造客車であるホハ11の床下に中古の自動車用ガソリンエンジンを装架、片方の車端に代燃装置を外付けしたものである。
同系車として、ホハ11の同型車であるホハ12 - ホハ14のいずれかを種車としてシハ82へ改造することが計画され、計画図も残されているが、こちらは1943年の国鉄名松線開業に伴う中勢鉄道線の廃止で同線から両運転台を備える正規のボギー式気動車が譲受されたためか、あるいは先行して改造された本形式の実用性が乏しいことが問題視されたのか、計画が中止あるいは改造後早々に客車に戻されたと見られている。

## 車体
トラス棒で床下を補強された鋼製台枠に、シングルルーフの木造車体を載せた、当時としては一般的な構造の車体を備える。
ただし、窓配置は特殊で、オリジナルの客車時代にはv6D3あるいは3D6v（v：ベスティビュール、D：荷物扉）であったものを、ヴェスティビュール部分を閉鎖して運転台とし、旧荷物室側妻面に台枠を延伸して代燃装置を設置したものである。
つまり、窓配置は16D3あるいは3D61となっており、客用扉は旧荷物扉である中央の1つのみで、乗務員の出入りもそこから行った。

## 機関・変速機・逆転機
機関は中古品のシボレー1937年式ガソリンエンジン（出力37馬力/1,100rpm）を床下に装架、変速機もこれに付随してきた中古の自動車用トランスミッションがクラッチごと流用された。
しかし、車体寸法の関係から転車台に乗らない本形式は両運転台式とすることが気動車化改造の必須条件とされ、そのために必要となる逆転機を別途新製して装着してあった。

## 台車
既存の菱枠台車（軸距1,050mm、車輪径610mm）に端梁を取り付け、そこに吊り掛け式に逆転機を装架した。

## 運用状況
改造後、在来の単端式気動車・シハ31形などと共に内部・八王子線で運行された。しかしながら、ただでさえ重い木造客車に非力な中古エンジンを装架し更に代燃化したため、その走行性能は在来車と比較しても低く、鹿化川の前後の勾配が満足に登れないなど問題が多かった。それでも、燃料の入手難であった当時の情勢では他に代替手段がなかったため、三重交通成立後もそのまま使用され、ナ141形ナ141に改番された。
その後、1948年に三重線系統が全線電化完成したため、気動車は全て不要となった。
この際、収容力が小さく時代遅れの単端式は譲渡先もなく全て廃車処分されたが、元々ボギー式客車でしかも同型車が他に3両存在した本形式については機関等を外してそれらと同一仕様の客車へ復元する工事が実施され、三重交通への統合後サ321 - サ323に改番されていた同型車の追番でサ324とされた。その後、1964年の湯の山線改軌までに余剰となったが譲渡先はなく、そのまま廃車解体されている。